# James McIlroy
James Archibald McIlroy (3 de Novembro de 1879 - 27 de Julho de 1968) foi um médico irlandês e um dos cirurgiões da Expedição Transantártica Imperial de Ernest Shackleton (1914–1917). Nasceu na província irlandesa de Ulster.

## Biografia
McIroy formou-se em Medicina na Universidade de Birmingham. Exerceu como cirurgião, por pouco tempo, no Hospital Raínha Isabel, em Birmingham. Nos anos seguintes, exerceu medicina no Egipto, Japão e a bordo de navios de cruzeiro na região das Índias Orientais.
Em 1914, ele e Alexander Macklin, foram os dois médicos da Expedição de Shackleton à Antártida. McIlroy também esteve à frente de uma equipa de trenós enquanto a expedição se encontrav no Mar de Weddell. Depois da expedição encontrar refúgio na Ilha Elefante, McIlroy foi o cirurgião que amputou os dedos gangrenados de Perce Blackborow. Macklin foi o anestesista. Depois de terem sido salvos, McIlroy recebeu a Medalha Polar.
Durante a primeira Guerra Mundial, McIlroy foi gravemente ferido em Ypres. Em 1921, McIlroy participa, de novo, na ultima expedição de Shackleton. Na Segunda Guerra Mundial, McIroy prestava serviço a bordo do S.S. Oronsay quando este foi atingido por um torpedo ao largo da costa ocidental de África, passando cinco dias num barco salva-vidas antes de ser salvo pelo navio francês Dumont d’Urville. Depois da guerra, continuou como cirurgião a bordo de navios. Morreu em Surrey, Inglaterra, a 30 de Julho de 1968.